# Célestin Marschouw
Célestin Marschouw, né à Malines, le 26 mars 1825 et mort à Anvers le 30 novembre 1902, est un peintre belge, connu pour ses scènes de genre.
Au Salon de Bruxelles de 1848, il obtient une médaille de vermeil.

## Biographie

### Famille
Célestin (Vincentius Josephus Celestinus) Marschouw, né rue du Beffroi à Malines le 26 mars 1825, est le fils de François Philibert Marschouw (1803-1865), mouleur en étain et plombier, né à Wavre, et d'Anne Marie Dekens (1785-1869), mariés à Malines le 13 novembre 1823. Célestin Marschouw épouse le 11 juillet 1854 à Anvers Louise Thérèse Joséphine Mertens, née à Anvers le 6 mars 1809. L'un des témoins du mariage est Philibert Marschouw, oncle du marié et bourgmestre de Wavre. Le couple n'a pas d'enfant.

### Formation
Célestin Marschouw est l'élève du peintre Ferdinand de Braekeleer. Ensuite, en juillet 1850, afin de parfaire sa formation, il se rend à Paris.

### Carrière
Il participe, pour la première fois à un salon triennal belge, en envoyant deux scènes de genre au Salon de Bruxelles de 1845. Il obtient une médaille de vermeil au Salon de Bruxelles de 1848 pour sa scène de genre : Fête villageoise.
Célestin Marschouw meurt, à l'âge de 77 ans, rue Mercator no 34 à Anvers le 30 novembre 1902.

## Œuvre

### Caractéristiques

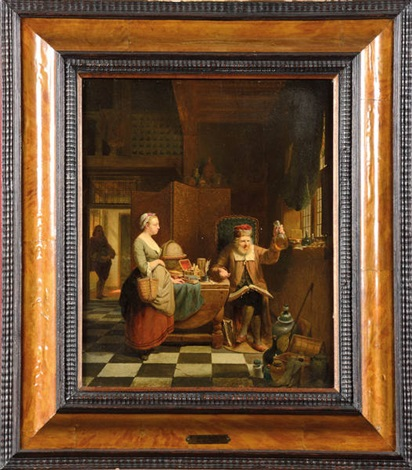
L'Alchimiste (1851 ?).

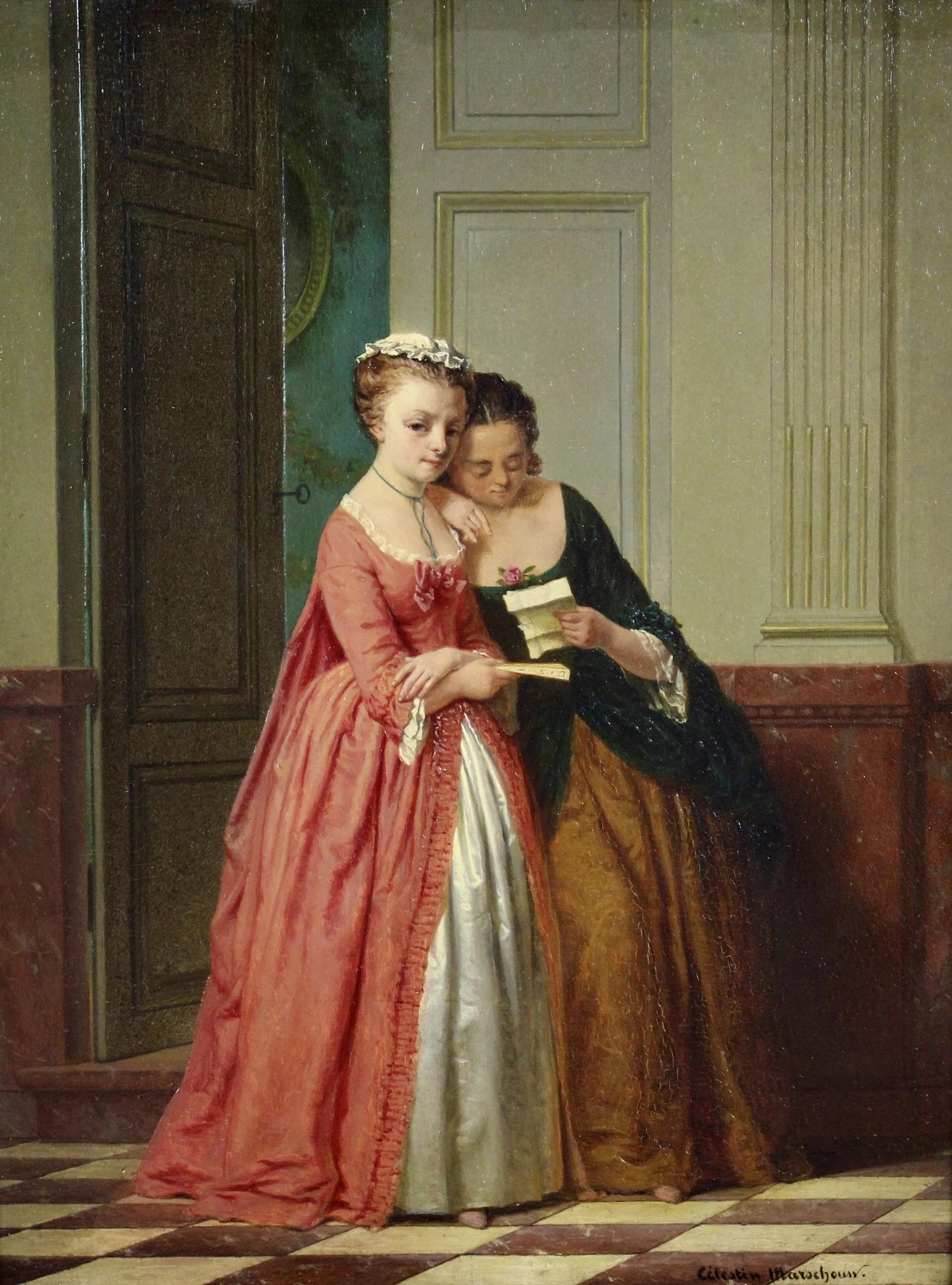
La Lettre d'amour (1853).

Son champ pictural couvre essentiellement les scènes de genre.
Au Salon de Bruxelles de 1848, Louis Van Roy publie une critique sévère. Il considère que la médaille de vermeil obtenue par Célestin Marschouw est due à un encouragement à sortir de l'ornière. Quant à sa Fête villageoise, il constate que lors de chaque exposition nationale, un artiste anversois brosse une ou plusieurs fêtes villageoises mettant, comme ici, en scène d'affreux ivrognes, de laides fermières et un nombre raisonnable de vauriens, le tout étant tristement dessiné et tristement peint.
Le quotidien L'Indépendance belge commente les œuvres exposées au Salon d'Anvers de 1855 : « Des deux tableaux exposés par M. Marschouw, l'un mérite franchement d'être loué : c'est Van Dyck recevant de sa mère les premières leçons de dessin. Les deux figures sont d'une grande justesse d'expression. La tête et la main de la mère du futur maître sont finement modelées ; le ton général est harmonieux et tranquille. Le Jeune musicien à l'étude du même artiste est très inférieur au tableau précédent. La composition est médiocre, le coloris est faux, dur et sec. Comment ces deux productions peuvent-elles sortir de la même main ? ».
En 1861, dans le contexte du Salon d'Anvers, son tableau Le Jour du nouvel an est acquis par le jury pour la loterie.

### Expositions
- Salon de Bruxelles de 1845 : L'Artiste contant fleurette est surpris par le père et La Bonne recette[10].
- Salon d'Anvers de 1846 : L'Occasion favorable[11].
- Salon de Bruxelles de 1848 : Fête villageoise (médaille de vermeil)[5].
- Salon de Bruxelles de 1851 : Fantaisie et L'Empirique[12].
- Salon d'Anvers de 1852 : Une lecture politique et Le Petit voleur surpris[13].
- Salon de Bruxelles de 1854 : Un jeune artiste, Le Passe-temps agréable, La Confidence et Le Retour du marché[14].
- Salon d'Anvers de 1855 : Van Dyck recevant de sa mère les premières leçons de dessin et Le Jeune musicien à l'étude[15].
- Salon de Gand (XXIIIe) de 1856 : Réjouissance d'enfants le jour de la Saint-Martin[16].
- Salon de Bruxelles de 1857 : Réjouissance d'enfants le jour de la Saint-Martin[17].
- Salon d'Anvers de 1858 : Réjouissance d'enfants le jour de la Saint-Martin[18].
- Salon de Bruxelles de 1860 : Réjouissance d'enfants le jour de la Saint-Martin[19].
- Salon d'Anvers de 1861 : Le Jour du nouvel an[20].
- Salon de Bruxelles de 1863 : Est-ce toi ?[21].
- Salon d'Anvers de 1870 : N'y passez pas[22].
- Salon d'Anvers de 1873 : Que promets-tu ?[23].

### Collection muséale
- Musée de la ville de Malines (en 1861) : L'Artiste contant fleurette surpris par le père aux écoutes et Grétry, jeune, à l'étude, tableaux gagnés par le gouvernement aux expositions de la Société de Malines pour l'encouragement des beaux-arts, en 1849 et en 1859, et donnés à la ville de Malines[24].